# Bermuda International 1974
Die Bermuda International 1974 fanden vom 2. bis zum 4. Mai 1974 im BAA Gymnasium in Hamilton statt. Es war die elfte Austragung dieser internationalen Titelkämpfe der Bermudas im Badminton.	

## Sieger und Platzierte
| Disziplin    | Gold                         | Silber                          | Bronze                          |
| ------------ | ---------------------------- | ------------------------------- | ------------------------------- |
| Herreneinzel | Hans Sandager                | John Holehouse                  | Colin Ayling                    |
| Herreneinzel | Hans Sandager                | John Holehouse                  | Len Daniel                      |
| Dameneinzel  | Lori Gerzine                 | Penny Nixon                     | Gay Gerzine                     |
| Dameneinzel  | Lori Gerzine                 | Penny Nixon                     | Louise Leslie                   |
| Herrendoppel | Colin Ayling Len Daniel      | Frank Weatherbee Jimmy Decareau | Adrian Dawes Alan Stefanik      |
| Herrendoppel | Colin Ayling Len Daniel      | Frank Weatherbee Jimmy Decareau | Nick Dungey Ken Dorush          |
| Damendoppel  | Lori Gerzine Gay Gerzine     | Penny Nixon Shirley McCulloch   | Judy Dungey Lillian Clegg       |
| Damendoppel  | Lori Gerzine Gay Gerzine     | Penny Nixon Shirley McCulloch   | Louise Leslie Elizabeth Crayton |
| Mixed        | John Holehouse Louise Leslie | Alan Stefanik Gay Gerzine       | Len Daniel Lori Gerzine         |
| Mixed        | John Holehouse Louise Leslie | Alan Stefanik Gay Gerzine       | Gordon Keeber Val Tinley        |